# Quận Polk, Tennessee
Quận Polk là một quận thuộc tiểu bang Tennessee, Hoa Kỳ.
Quận này được đặt tên theo James Knox Polk. Theo điều tra dân số của Cục điều tra dân số Hoa Kỳ năm 2000, quận có dân số 16.050 người. Quận lỵ đóng ở Benton6. Quận được lập ngày 28 tháng 11 năm 1839 từ các quận Bradley và McMinn

## Địa lý
Theo Cục điều tra dân số Hoa Kỳ, quận có diện tích 1146 km2, trong đó có 19 km2 là diện tích mặt nước.